# Comuna Irleava, Ujhorod
Irleava (în ucraineană Ірлява) este o comună în raionul Ujhorod, regiunea Transcarpatia, Ucraina, formată din satele Andriivka, Ceabanivka și Irleava (reședința).

## Demografie
Componența lingvistică a comunei Irleava
     Ucraineană (99,29%)
     Alte limbi (0,7%)
Conform recensământului din 2001, majoritatea populației comunei Irleava era vorbitoare de ucraineană (99,29%), existând în minoritate și vorbitori de alte limbi.